# 곽영빈
곽영빈은 대한민국의 미술평론가이자 예술매체학자이며, 연세대학교 커뮤니케이션대학원 객원교수로 재직 중이다. 그는 현대미술, 미디어아트, 예술매체이론 분야에서 활발한 연구와 비평 활동을 이어가고 있다.

## 학력
곽영빈은 미국 아이오와 대학교에서 「한국 비애극의 기원(The Origin of Korean Trauerspiel)」이라는 논문으로 박사 학위를 받았다.

## 경력
곽영빈은 연세대학교 커뮤니케이션대학원에서 객원교수로 재직하며, 예술매체와 관련된 강의와 연구를 진행하고 있다. 그는 현대미술과 미디어아트에 대한 비평 활동을 활발히 펼치고 있으며, 다양한 전시와 프로젝트에 참여하고 있다.

## 수상
- 2015년: 제1회 SeMA-하나 평론상 수상[1]

## 주요 활동
곽영빈은 다양한 예술 프로젝트와 강연을 통해 예술매체에 대한 연구와 비평을 이어가고 있다. 주요 활동으로는 다음과 같다:
- 아케이드 프로젝트 2.0: 현대미술과 미디어아트를 주제로 한 강연 및 세미나 시리즈
- 벤야민 2.0: 발터 벤야민의 이론을 현대 예술에 적용한 강의
- 엑스트라의 감각학(Aisthesis): 감각과 매체에 대한 철학적 탐구를 다룬 세미나
- 말년의 (포스트)매체: 매체의 진화와 예술의 미래에 대한 강의
- 유동성시대의 형식: 현대 사회의 유동성과 예술 형식의 변화에 대한 연구
- 자동성의 계보학: 자동화와 예술의 관계를 탐구한 강의
- 사이버네틱 게임: 사이버네틱스와 게임 이론을 예술에 적용한 세미나
- 사물과 객체 가운데의 감각학: 객체지향 철학과 예술의 교차점을 다룬 강의[2]

## 저서
- 『한류-테크놀로지-문화』 (공저, 2022)
- 『초연결시대 인간-미디어-문화』 (공저, 2021)
- 『블레이드 러너 깊이 읽기』 (공저, 2021)
- 『이미지의 막다른 길』 (공저, 2017)[1]